# X'men (maya)
X'men (también j'men; h'men o ah'men, formas de escritura aceptadas, dependiendo de la convención de transliteración que se utilice) es el nombre que se da en lengua maya al brujo o bruja, hierbatero/a o curandero/a de un lugar. Es el equivalente al personaje que en otras lenguas amerindias se denomina chamán o chamana. Es un término común entre los mayas de la península de Yucatán y Guatemala, se pronuncia shmen.
Entre la población con cultura maya de México se considera que los x'men son personas intermediarias entre los seres humanos y las deidades. Tienen, según la creencia popular, la capacidad para curar enfermedades con hierbas y son capaces también de sanar a las víctimas de mordeduras de víboras. Ponen remedio a los malestares físicos causados por los «malos vientos», o por el popularmente denominado «mal de ojo».
El trabajo de los x'men se realiza merced a su sabiduría y, conforme a lo que la gente cree, a un pensamiento médico innato que parte originalmente de las enseñanzas del universo que los destina a quienes tienen la facultad, generalmente heredada, de poder mirar e interpretar las señales estelares generadas por Hunabkú.